# ASUSat
ASUSat, acrônimo do Arizona State University Satellite, foi um satélite artificial da Universidade do Estado do Arizona lançado em 27 de janeiro de 2000 por um foguete Minotaur I a partir da Base da Força Aérea de Vandenberg.

## Características
O ASUSat é um microssatélite de 6 kg de massa projetado, testado, fabricado e manejado por estudantes da Universidade do Estado do Arizona com a missão de testar diferentes tecnologias no espaço, incluindo a obtenção de imagens a baixo custo da superfície terrestre, a experimentação com modelos de materiais compósitos, a demonstração da utilidade dos sistemas de bordo de baixo custo e utilização de um transponder de rádio amador.
Após o lançamento bem sucedido o primeiro sinal do satélite foi recebido 50 minutos após a colocação em órbita por radioamadores sul-africanos. A última vez que se ouviu o transmissor de satélite foi 14 horas após o início da missão, devendo ser um sinal que indica um problema no sistema de energia.